# Дженні Глускер
Дженні Глускер (англ. Jenny Glusker; нар. 28 червня 1931) — британський біохімік і кристалограф. З 1956 року працювала в Fox Chase Cancer Center, в Національному інституті досліджень раку в США. Ад'юнкт — професор біохімії та біофізики в Університеті штата Пенсильванія.

## Біографія
Дженні Глускер народилась 28 червня 1931 року в Бірмінгемі, Англія, найстарша з троїх дітей. Її батьки були лікарями.
Захоплювалась хімією, хоча батьки бачили її майбутнє в медицині.
Успішно завершила свій вступний екзамен в Оксфорд, де отримала ступінь бакалавра в области хімії в 1953 році.
Одружилась в 1955 році в США і разом з чоловіком, працювали дослідниками в Каліфорнійському технологічному інституті, де Дженні Глускер працювала також в лабораторії Полінга.
В 1956 році вона переїхала з чоловіком в Філадельфію, де вона стала науковим співробітником в Інституті з дослідження раку (ICR, тепер Fox Chase Cancer Center), де зараз залишається почесним професором. Глускер є шановною членкинею Сомервільського коледжу.

## Деякі праці
- Кеннет Н.Трублад: кристалічний структурний аналіз: Праймер (перше видання 1972, друге — 1985) 3 — е видання, видавництво Oxford University Press, Oxford / Нью-Йорк 2010, ISBN 978-0199576340.
- Разом з Ден МакЛохлани (під ред.): Кристаллографії в Північній Америці Американської асоціації кристалографічної, Нью-Йорк 1983. ISBN 978-0937140079.
- Разом з Мітчелл Льюїс, Міріам Россі: Кристалічна структура Аналіз для хіміків та біологів VCH, Нью-Йорк 1994. ISBN 978-0895732736.

## Нагороди
- Медаль Гарван-Олін (1979)
- Джон Скотт медаль (2011)